# Abdoulie Corr
Abdoulie Paco Corr (Banjul, 9 giugno 1982) è un ex calciatore gambiano, di ruolo centrocampista.

## Carriera

### Club
Dal 2002 al 2005 gioca in patria, in prima divisione; successivamente trascorre il resto della carriera in Finlandia dove, ad eccezione di 2 partite in prima divisione con il VPS, gioca sempre fra la seconda e la terza divisione locale.

### Nazionale
Tra il 2002 ed il 2007 ha giocato complessivamente 8 partite in nazionale.

## Statistiche

### Cronologia presenze e reti in nazionale
| Cronologia completa delle presenze e delle reti in nazionale ― Gambia | Cronologia completa delle presenze e delle reti in nazionale ― Gambia | Cronologia completa delle presenze e delle reti in nazionale ― Gambia | Cronologia completa delle presenze e delle reti in nazionale ― Gambia | Cronologia completa delle presenze e delle reti in nazionale ― Gambia | Cronologia completa delle presenze e delle reti in nazionale ― Gambia | Cronologia completa delle presenze e delle reti in nazionale ― Gambia | Cronologia completa delle presenze e delle reti in nazionale ― Gambia |
| Data                                                                  | Città                                                                 | In casa                                                               | Risultato                                                             | Ospiti                                                                | Competizione                                                          | Reti                                                                  | Note                                                                  |
| --------------------------------------------------------------------- | --------------------------------------------------------------------- | --------------------------------------------------------------------- | --------------------------------------------------------------------- | --------------------------------------------------------------------- | --------------------------------------------------------------------- | --------------------------------------------------------------------- | --------------------------------------------------------------------- |
| 13-10-2002                                                            | Bakau                                                                 | Gambia                                                                | 6 – 0                                                                 | Lesotho                                                               | Qual. Coppa d'Africa 2004                                             | -                                                                     |                                                                       |
| 30-3-2003                                                             | Bakau                                                                 | Gambia                                                                | 0 – 0                                                                 | Senegal                                                               | Qual. Coppa d'Africa 2004                                             | -                                                                     |                                                                       |
| 7-6-2003                                                              | Dakar                                                                 | Senegal                                                               | 3 – 1                                                                 | Gambia                                                                | Qual. Coppa d'Africa 2004                                             | -                                                                     |                                                                       |
| 12-10-2003                                                            | Bakau                                                                 | Gambia                                                                | 2 – 0                                                                 | Liberia                                                               | Qual. Mondiali 2006                                                   | -                                                                     |                                                                       |
| 16-11-2003                                                            | Monrovia                                                              | Liberia                                                               | 3 – 0                                                                 | Gambia                                                                | Qual. Mondiali 2006                                                   | -                                                                     |                                                                       |
| 3-9-2006                                                              | Bakau                                                                 | Gambia                                                                | 2 – 0                                                                 | Capo Verde                                                            | Qual. Coppa d'Africa 2008                                             | -                                                                     |                                                                       |
| 24-3-2007                                                             | Bakau                                                                 | Gambia                                                                | 0 – 2                                                                 | Guinea                                                                | Qual. Coppa d'Africa 2008                                             | -                                                                     |                                                                       |
| 9-9-2007                                                              | Bakau                                                                 | Gambia                                                                | 2 – 1                                                                 | Algeria                                                               | Qual. Coppa d'Africa 2008                                             | -                                                                     |                                                                       |
| Totale                                                                |                                                                       | Presenze                                                              | 8                                                                     |                                                                       | Reti                                                                  | 0                                                                     |                                                                       |